# 23310 Siriwon
23310 Siriwon è un asteroide della fascia principale. Scoperto nel 2001, presenta un'orbita caratterizzata da un semiasse maggiore pari a 2,2602444 UA e da un'eccentricità di 0,0830627, inclinata di 4,87766° rispetto all'eclittica.